# Mario Sabán
Mario Javier Sabán (Buenos Aires, 12 de febrero de 1966) es un Investigador y profesor de Cábala, psicólogo, teólogo, autor y filósofo argentino, de origen judío sefardí. 

## Biografía
Mario Javier Sabán nació el 12 de febrero de 1966. Es licenciado en Derecho por la Universidad de Buenos Aires, es doctor en Filosofía (Universidad Complutense de Madrid, 2008), en Antropología (Universitat Rovira i Virgili de Tarragona, 2012), en Psicología (Universidad Ramon Llull, 2015), en Historia (Universidad de Lérida, 2016), Teología (Universidad de Murcia, 2018), Matemática Aplicada (Universidad de Alicante, 2018) y Educación (Universidad Ramon Llull, 2024). 

## Carrera
Sabán comenzó sus investigaciones históricas acerca de los orígenes judíos de las familias tradicionales argentinas en 1987. Su primer trabajo Judíos conversos (1990), reconstruye la genealogía de personajes centrales de la historia y la cultura argentina. En 2002 migró hacia España, donde luego publicaría su libro El judaísmo de San Pablo (2003).
Sabán, fue presidente de Tarbut Sefarad desde su fundación en 2007 hasta el año 2018 en que asumió la doctora Lucía Conte Aguilar como nueva presidente. En marzo de 2008 obtuvo un doctorado en Filosofía por la Universidad Complutense de Madrid. En junio del mismo año publicó su tesis doctoral titulada Rambam, el genio de Maimónides, basado en el estudio que realizaría de la obra Guía de los Perplejos del susodicho filósofo. En septiembre de 2008 publicó su undécimo libro El judaísmo de Jesús, el cual es un trabajo extenso dedicado a las enseñanzas de Jesús y su relación natural con el judaísmo.
En diciembre de 2011 publicó su primer libro sobre la mística judía o Cábala titulado Sod 22—El secreto. Continuó sus investigaciones sobre la Cábala en relación con su aspecto cosmogónico y a raíz de estas investigaciones presentó su segunda tesis doctoral en Antropología en octubre de 2012 en la Universidad Rovira Virgili de Tarragona con el título El misterio de la creación y el árbol de la vida en la mística judía: una interpretación del Maase Bereshit, tesis que se publicó en forma de libro en enero de 2013 con el título de El misterio de la creación. Las investigaciones místicas cosmogonicas dieron paso a sus investigaciones místicas aplicadas a la psicología, y resultado de estas investigaciones fue la presentación de su tercera tesis doctoral en Psicología en noviembre de 2015 en la Universidad Ramon Llull de Barcelona, bajo el título: El sentido existencial en la construcción del sujeto: Mística judía y psicología, que se publicó en forma de libro en febrero de 2016 por la editorial Kairos. En enero de 2016 presentó su cuarta tesis doctoral en Historia en la Universidad de Lérida  (UDL) con el título de Causas y consecuencias de la ruptura entre el judaísmo y el cristianismo en el siglo II publicada en forma de libro con el título de Sinagoga e iglesia. En marzo de 2018 presentó su quinta tesis doctoral en Teología en la Universidad de Murcia con el título La Merkabá: el misterio del nombre de Dios que se publicó en forma de libro con el mismo título, en dicha tesis explica que el Dios de la Merkabá que contiene el texto bíblico no es el Infinito y que el judaísmo posee un binitarismo moderado, ya que el Infinito es el mensaje y el Dios de la Torá es el mensajero antropomórfico. En julio de 2018 presentó su sexta tesis doctoral en matemática aplicada por la Universidad de Alicante con el título El infinito y el lenguaje en la Kabbalah judía: un enfoque matemático, lingüístico y filosófico, donde explica el Infinito desde la perspectiva de la cábala. En noviembre de 2019 publicó su libro 30 chispas de luz para la difusión de los temas fundamentales de la cábala y en junio de 2020 publicó su obra Los secretos de Dios—Sefer Atzilut: el libro de la emanación sobre las explicaciones del cabalista Isaac Luria al origen del universo, que es un análisis cosmogónico cabalístico a lo que sucedió antes del Big Bang. Como resultado de sus investigaciones sobre el Mal desde la cábala, en enero de 2021 el Dr. Sabán publicó la obra Las estrategias del Satán.
Además, el doctor Sabán, ha sido profesor en varias universidades: Universidad Rey Juan Carlos de Madrid, Universidad Carlos III, Universidad de Lérida, Universidad Rovira Virgili de Tarragona, Universidad Nacional de Educación a Distancia y Universidad Hebraica de México.
En el mes de marzo de 2021 publicó la obra Talmid Mekubal, aprendiz de cabalista junto a Giomar Sarmiento. En junio de 2021 publicó el libro Jesús y la cábala donde estudia el tema del Reino de Dios desde la perspectiva del judaísmo y en el pensamiento del rabí de Nazaret.
En diciembre del mismo año publica su obra Daat, el Conocimiento  sobre las cuarenta y cuatro energías ocultas del Árbol de la vida. En enero de 2023 publicó su libro Raz, el mesías donde explica con argumentaciones históricas y teológicas, que la idea del «mesías» fue una idea política y que jamás llegará un Mesías exterior para la redención, por el contrario, entiende que cada alma es el Mesías de sí misma. Explica en esta obra que es posible la era mesiánica sin un Mesías exterior. En octubre de 2023 sale a la luz su obra Keter—El éxtasis de la eternidad, donde explica el poder de la «confianza» (cosmogónica y psicológica) denominada la «emuná» para que el alma aprenda a alcanzar un estado de iluminación. En febrero de 2024 publica su nueva obra Joyas de la Cábala: grandes temas de la espiritualidad judía donde aparecen todas las frases publicadas en los últimos dos años en las redes sociales, donde analiza diferentes asuntos de la cábala hebrea. En junio de 2024 publica junto a su alumna y coautora Cuty Gorina su obra El misterio de la Cábala que es un manual de introducción para los principiantes de esta antigua sabiduría. Este libro está basado en sus clases presenciales de cábala.El 18 de octubre de 2024 logró la obtención de su séptimo doctorado en Educación por la Universitat Ramon Llull con el tema La espiritualidad dentro de la educación para adultos a través del misticismo judío. Actualmente se encuentra investigando los argumentos místicos del judaísmo que pueden refutar las argumentaciones del pensamiento de Cioran. El Dr. Mario Saban realiza giras internacionales para la difusión de la cábala. Es presidente de la red Sod 22-Internacional, desde la que se difunde la cábala a nivel mundial.

## Trabajos publicados
- Judíos conversos: los antepasados judíos de las familias tradicionales argentinas (1ª edición). Distal. 1990. ISBN 978-950-9495-20-3. OCLC 1024492013.
- Los hebreos nuestros hermanos mayores (1ª edición). Distal. 1991. ISBN 978-950-9495-27-2. OCLC 642940426. o Judíos conversos II.
- Los marranos y la economía en el Río de la Plata (1ª edición). Galerna. 1993. ISBN 978-950-556-307-4. OCLC 637451441. o Judíos conversos III.
- Mil preguntas y respuestas sobre el judaísmo español y portugués (1ª edición). Edición del Autor. 1993. ISBN 978-950-43-4552-7. OCLC 233974431.
- Todos somos judíos (1ª edición). Beas Ediciones. 1994. ISBN 978-950-834-071-9. OCLC 34835066.
- Las raíces judías del cristianismo (1ª edición). Futurum. 2001. ISBN 978-987-20118-0-2. OCLC 234174345.
- El judaísmo de San Pablo - La matriz judía del cristianismo I (1ª edición). Edición del Autor. 2003. ISBN 978-987-43-6826-3. OCLC 639007744.
- El sábado hebreo en el cristianismo - La matriz judía del cristianismo II (1ª edición). Edición del Autor. 2004. ISBN 978-987-43-7867-5. OCLC 182539979.
- La matriz intelectual del judaísmo y la génesis de Europa (1ª edición). Edición del Autor. 2005. ISBN 978-987-43-9774-4. OCLC 73519278.
- Judíos conversos - La influencia hebrea de los orígenes de las familias tradicionales argentinas (1ª edición). Sudamericana. 2007. ISBN 978-950-07-2836-2. OCLC 254592513.
- La cronología del pensamiento judío (1ª edición). Saban. 2007. ISBN 978-987-23603-0-6. OCLC 630910858. o La matriz intelectual del judaísmo y la génesis de Europa II.
- Rambam, el genio de Maimónides — Una interpretación moderna de la guía de los perplejos y las controversias internas del judaísmo (1ª edición). Saban. 2008. ISBN 978-987-23603-1-3. OCLC 951664997.
- El judaísmo de Jesús: las enseñanzas éticas de la Torá y de la tradición israelita de Yeshua de Nazaret (1ª edición). Saban. 2008. ISBN 9789872360344. OCLC 1025510984.
- Sod 22: el secreto (1ª edición). Sabán. 2011. ISBN 978-987-23603-5-1. OCLC 810290720.
- Maase Bereshit: el misterio de la creación (1ª edición). Saban. 2013. ISBN 978-987-23603-6-8. OCLC 1056085951.
- Sinagoga-Iglesia: la ruptura del siglo II (1ª edición). Roxana Saban. 2016. ISBN 978-987-33-9954-1. OCLC 1002378627.
- La cábala: la psicología del misticismo judío (1ª edición). Editorial Kairós. 2017. ISBN 9788499884875. OCLC 1049148203.
- La Merkabá: el misterio del Nombre de Dios (1ª edición). Sabán Mario Javier. 2018. ISBN 9789874297631.
- 30 chispas de luz. Reflexiones cabalísticas para el día a dia. Mario Sabán. (2019). ISBN 9789878629933.
- Los Secretos de Dios-Sefer Atzilut: ¿Qué sucedió antes del Big Bang según la cábala? Mario Sabán. (2020). ISBN 9789878647449.

- Las estrategias del Satán: El mal desde la Cábala hebrea. Mario Sabán. Sabán. ISBN 9789878680750.
- Talmid Mekubal: Aprendiz de Cabalista. Mario Sabán en coautoría con Gio Sarmiento,. (2020). ISBN 9789878691312.
- Jesús Y La Cábala. Mario Sabán en coautoría con Ethel Turcios y Kenneth Menjivar. Sabán. (2021). ISBN 9789872360382.
- Daat. Las 44 energías ocultas del árbol de la vida La elevación de los niveles de conciencia según las antiguas enseñanzas cabalísticas. Mario Sabán. Jojmá ediciones. (2021). ISBN 9788412343595.
- Keter. El Éxtasis de la Eternidad. El poder de la Emuná desde la Cábala. Mario Sabán. editorial Kairós. (2023).
- Raz. El Mesías (enero de 2023).
- Joyas de la Cábala (febrero de 2024).
- El Misterio de la Cábala (junio de 2024) junto a Cuty Gorina.